# Evatt
Evatt a főváros, Canberra egyik elővárosa Belconnen kerületben. A 2011-es népszámlálás alapján 5413 fő lakik itt. Evatt városát a Herbert Vere Evatt iránti tiszteletből nevezték el, aki a Legfelsőbb Bíróság elnöke volt az 1950-es években. A városka utcáit ausztrál képviselőkről és bírákról nevezték el.
Evatt három általános iskolával rendelkezik, melyek
- Evatt Primary School
- Miles Franklin Primary School
- St. Monica's Primary School

## Földrajza

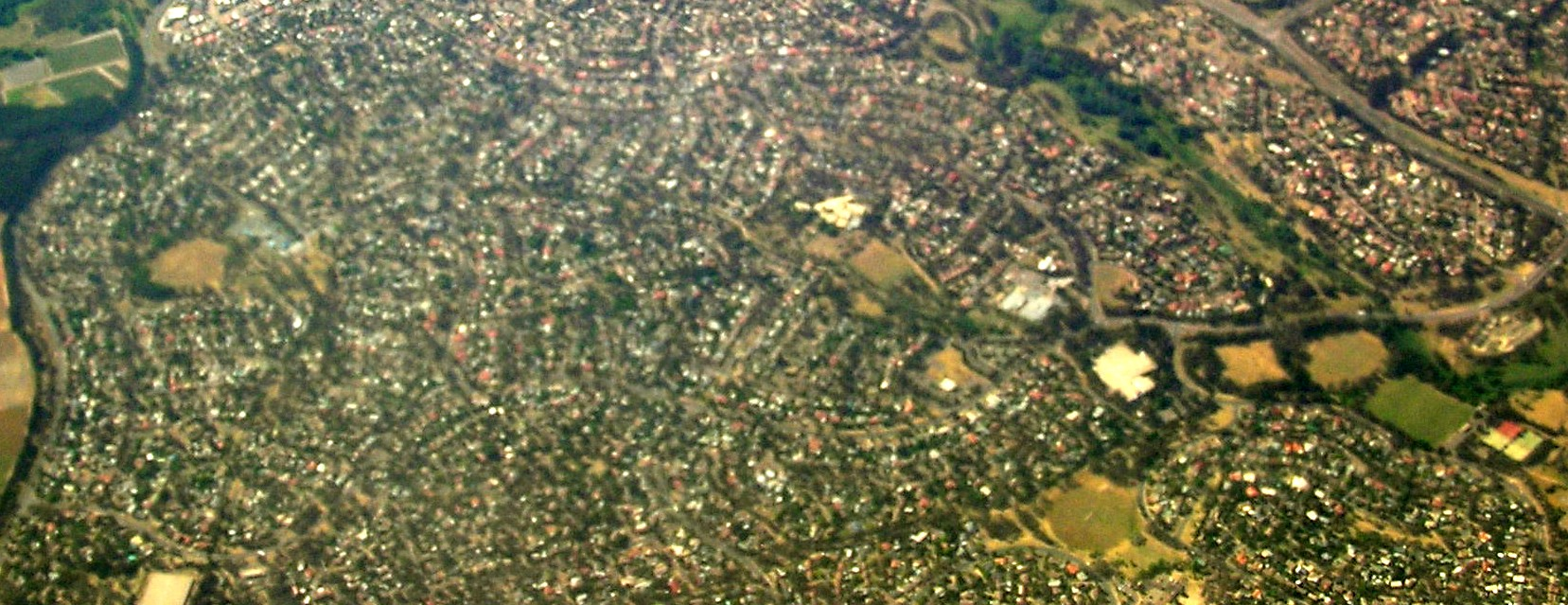
Légifelvétel nyugat felől

Evatt alatt a Hawkin vulkán dacit kőzeteinek lilás, zöldesszürkés kőzetei találhatóak.

## Fordítás
Ez a szócikk részben vagy egészben  az   Evatt, Australian Capital Territory című angol Wikipédia-szócikk ezen változatának fordításán alapul.  Az eredeti cikk szerkesztőit annak laptörténete sorolja fel. Ez a jelzés csupán a megfogalmazás eredetét és a szerzői jogokat jelzi, nem szolgál a cikkben szereplő információk forrásmegjelöléseként.